# ریچارد گسکل
ریچارد گسکل (انگلیسی: Richard Gaskell; ۱۱ اکتبر ۱۹۰۵ – ۲۳ ژوئن ۱۹۸۳) بازیکن فوتبال اهل بریتانیا بود.
از باشگاه‌هایی که در آن بازی کرده‌است می‌توان به باشگاه فوتبال نلسون، باشگاه فوتبال بولتون واندررز، و باشگاه فوتبال چورلی اشاره کرد.